# Xã Summit, Quận Marion, Kansas
Xã Summit (tiếng Anh: Summit Township) là một xã thuộc quận Marion, tiểu bang Kansas, Hoa Kỳ. Năm 2010, dân số của xã này là 80 người.